# Inteligencia financiera (negocios)
La inteligencia financiera es un tipo de inteligencia empresarial constituida por el conocimiento y las habilidades adquiridos al comprender los principios financieros y contables en el mundo empresarial y comprender cómo se utiliza el dinero. Aunque es un término bastante nuevo, la inteligencia financiera tiene sus raíces en la investigación del desarrollo organizacional, principalmente en el campo de la participación de los empleados. La inteligencia financiera se ha convertido en una buena práctica y  una competencia clave en muchas organizaciones que conducen a mejores resultados financieros, mayor moral de los empleados y menor rotación de empleados. Muchas organizaciones incluyen programas de inteligencia financiera en su currículo de desarrollo del liderazgo. La inteligencia financiera no es una habilidad innata, sino más bien un conjunto de habilidades aprendidas que pueden desarrollarse a todos los niveles.

## Áreas de comprensión
Las cuatro áreas de comprensión que componen la inteligencia financiera son:
Entendiendo la base. La inteligencia financiera requiere una comprensión de los conceptos básicos de la medición financiera, incluido el estado de resultados, el balance general y el estado de flujo de efectivo . También requiere conocer la diferencia entre beneficio y efectivo y por qué un balance general se equilibra.
Entendiendo el arte. Las finanzas y la contabilidad son tanto un arte como una ciencia. Ambas disciplinas deben intentar cuantificar lo que no siempre puede cuantificarse, por lo que deben basarse en reglas, estimaciones e hipótesis. La inteligencia financiera garantiza que la gente sea capaz de identificar dónde se han aplicado los aspectos artísticos de las finanzas a los números, y saber cómo aplicarlos de otra manera podría llevar a conclusiones diferentes.
Entender el análisis. La inteligencia financiera incluye la capacidad de analizar las cifras en mayor profundidad. Esto incluye ser capaz de calcular ratios de rentabilidad, apalancamiento, liquidez y eficiencia y comprender el significado de los resultados. Realizar análisis del retorno de la inversión (ROI) e interpretar los resultados también forma parte de la inteligencia financiera.
Comprender el panorama general. La inteligencia financiera también significa ser capaz de comprender los resultados financieros de una empresa en su contexto, es decir, en el marco del panorama general. Factores como la economía, el entorno competitivo, la normativa y la evolución de las necesidades y expectativas de los clientes, así como las nuevas tecnologías, influyen en la interpretación de las cifras.
La inteligencia financiera no es sólo el aprendizaje teórico de un libro. También requiere práctica y aplicación en el mundo real. En el mundo corporativo, los directivos pueden hacer gala de inteligencia financiera hablando el idioma, es decir, haciendo preguntas sobre los números cuando algo no tiene sentido, revisando los informes financieros y utilizando la información para comprender los puntos fuertes y débiles de la empresa, usando análisis de ROI, gestión del capital circulante y análisis de ratios para la toma de decisiones e identificación de dónde se ha aplicado el arte de las finanzas.

## Inicios de la inteligencia financiera
En 1954, Peter F. Drucker, en su innovador libro The Practice of Management, escribió el siguiente fragmento.
"[El trabajador] debe saber cómo se relaciona su trabajo con el trabajo del conjunto. Si carece de información, carecerá tanto de incentivos como de medios para mejorar su rendimiento".
"Lo mejor para la organización es que el trabajador tenga la información".
El concepto de inteligencia financiera en las organizaciones procede de las investigaciones de varios conocidos académicos del desarrollo organizativo, como Dennis Denison, Edward Lawler y Jeffrey Pfeffer. Por ejemplo, la investigación de Lawler, Mohrman y Ledford descubrió que los índices que más repercuten tanto en los resultados directos de las organizaciones (productividad, satisfacción del cliente, calidad y rapidez) como en la rentabilidad y la competitividad son el intercambio de información y el desarrollo de conocimientos.
En el estudio de Karen Berman, preguntó específicamente si la información (operativizada mediante la enseñanza de conceptos empresariales básicos para mejorar la inteligencia financiera y el intercambio periódico de información) mejora los resultados de la participación de los empleados, como se ve a través de la mejora del desempeño organizacional y la mejora de la actitud de los empleados. Según los resultados del estudio, mejoraron algunas medidas de rendimiento financiero y disminuyó la rotación de personal.La educación financiera también tiene sus raíces en la gestión de libros abiertos. Un principio básico de la gestión a libro abierto es la alfabetización empresarial, es decir, garantizar que todos entiendan cómo la empresa mide el éxito financiero.

## Inteligencia financiera en las organizaciones
Muchas empresas (Southwest Airlines es un buen ejemplo) consideran la inteligencia financiera una competencia básica o una buena práctica. Varias universidades, entre ellas Harvard Business School, Wharton y Stanford, cuentan con programas dirigidos al mundo empresarial, en su mayoría a nivel de liderazgo, para incrementar la inteligencia financiera en las organizaciones. Existen diversos métodos para aumentar la inteligencia financiera en las organizaciones, como la formación en el aula, la formación a través de seminarios web y las simulaciones empresariales.
Los defensores de la inteligencia financiera en las organizaciones creen que si los empleados, directivos y líderes comprenden la información financiera y cómo se mide el éxito financiero, tomarán decisiones y emprenderán acciones basadas en la comprensión del impacto financiero de esas decisiones. Si todo el mundo conoce los objetivos financieros de la empresa, por ejemplo, y sabe cómo tomar decisiones que apoyen esos objetivos financieros, entonces la empresa tendrá más éxito financiero.
Las empresas propiedad de empleados son un grupo de organizaciones que se centran en garantizar que todos los miembros de la empresa sean inteligentes desde el punto de vista financiero, ya que los empleados son propietarios y, por lo tanto, deben comprender el aspecto financiero de la empresa.